# Питкямяки (район Турку)
Пи́ткямяки (фин. Pitkämäki, швед. Långbacka) — один из районов города Турку, входящий в округ Лянсикескус.

## Географическое положение
Район расположен к северо-западу от центральной части Турку.

## Население
В 2004 году численность население района составляла 2886 человек, из которых дети моложе 15 лет — 13,17 %, а старше 65 лет — 23,11 %. Финским языком в качестве родного владели 93,66 %, шведским — 5,02 %, а другими языками — 1,32 % населения района.